# Cal Barnadàs
Cal Barnadàs és una masia del municipi de Casserres (Berguedà) inclosa en l'Inventari del Patrimoni Arquitectònic de Catalunya.

## Descripció
Masia ubicada dins del nucli urbà, que s'adapta perfectament a l'urbanisme de Casserres. Està situada en cert desnivell. La façana principal està orientada cap a migdia, dona a l'era, totalment enllosada. La coberta és a dues aigües de teula àrab amb el carener descompensat, amb el vessant de llevant de majors dimensions. La façana està estructurada en planta baixa i dos pisos superiors, aquests tenen galeries d'arcs de mig punt, la inferior dona a l'era. La façana principal, que dona al carrer de la creu de Casserres, té tot d'obertures allindanades amb balcons de baranes de ferro senzilles.

## Història
La masia és documentada des de la baixa edat mitjana i durant la crisi baix medieval no es despoblà. En el fogatge de 1553 s'esmenta Pau Niubó. Els Niubó esdevingueren una de les famílies del terme parroquial de Sant Pau de Casserres i contribuïren a formar el nucli urbà del barri de Casserres, documentat des de finals del segle xiv, i dotaren la capella gòtica de l'Àngel Custodi que a finals del segle xvii se substitueix per l'actual edifici barroc. L'arbre genealògic de la família Niubó, actuals propietaris del mas, es remunta al 1603, quan la família conservava encara el nom de la casa. La masia també conserva un important arxiu familiar amb pergamins que es remunten al segle xiv, així com una nombrosa biblioteca amb gran varietat de llibres, sobretot de tema religiós.